# A Voyage to Terra Australis

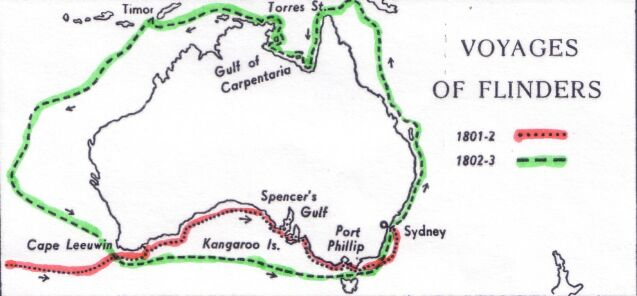
Mapa de la ruta seguida por Flinders

A Voyage to Terra Australis —de título completo A Voyage to Terra Australis: Undertaken for the Purpose of Completing the Discovery of that Vast Country, and Prosecuted in the Years 1801, 1802, and 1803, in His Majesty's Ship the Investigator (abreviado Voy. Terra Austral.)— es un libro escrito por el marino y explorador inglés Matthew Flinders. Se describe su circunnavegación cerca del continente australiano en los primeros años del siglo XIX, y su encarcelamiento por los franceses en la isla de Mauricio desde 1804 hasta 1810.
Fue publicado en Londres en dos volúmenes en 1814.